# Nens del Vendrell
Pour les articles homonymes, voir Vendrell (homonymie).

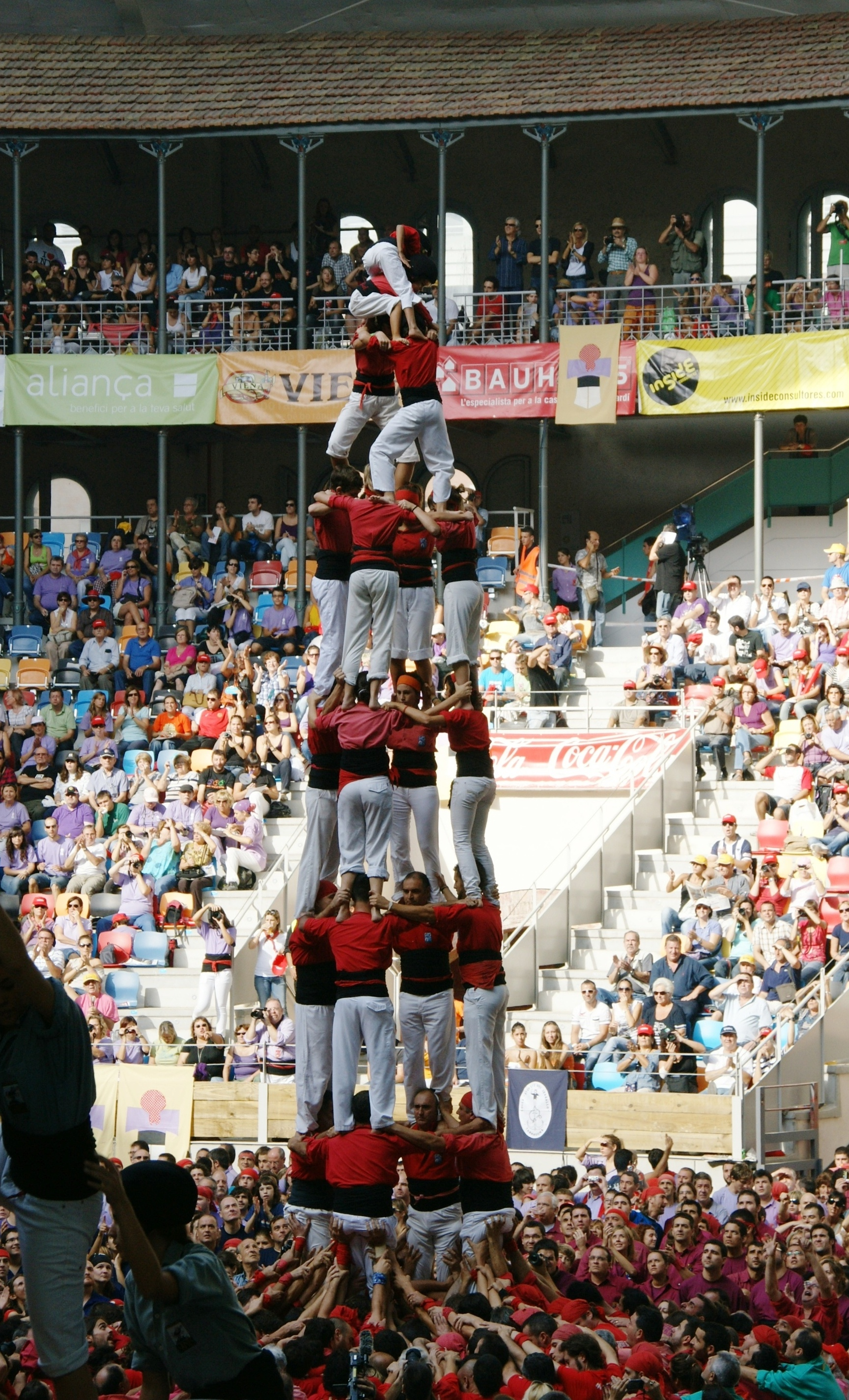
Nens del Vendrell

Les Nens del Vendrell sont une colla castellera fondée au Vendrell en 1926,.

## Présentation
C'est la colla la plus ancienne parmi celles qui sont encore en activité. Sa naissance marque le début de l'époque connue comme de la renaissance des castells. Elle a été très importante aussi dans les années 1960 et 70 car, elle a fait le premier pilar de six personnes du siècle et, avec la Colla Vella dels Xiquets de Valls, elles ont commencé à faire des castells avec folre en plus de faire beaucoup monter la qualité des castells en général. Aujourd'hui elle est formée par environ 150 castellers et sa chemise est en couleur rouge.
Elle a reçu en 2001 le prix Creu de Sant Jordi de la Généralité de Catalogne. Elle a gagné deux fois le concurs de castells de Tarragone, en 1952 et en 1970, année du "concours du siècle".
Il ne faut pas les confondre avec les Xiquets de Valls, comme l'a fait plusieurs fois le président Josep Tarradellas.